# 390 Алма
390 Алма (енгл. 390 Alma) је астероид главног астероидног појаса. Приближан пречник астероида је 23,74 km,
а средња удаљеност астероида од Сунца износи 2,650 астрономских јединица (АЈ).
Инклинација (нагиб) орбите у односу на раван еклиптике је 12,164 степени, а орбитални период износи 1576,440 дана (4,316 године). Ексцентрицитет орбите астероида износи 0,131.
Апсолутна магнитуда астероида износи 10,39 а геометријски албедо 0,219.
Астероид је откривен 24. марта 1894. године, a открио га је Гијом Бигурдан